# Nätverksanalysator

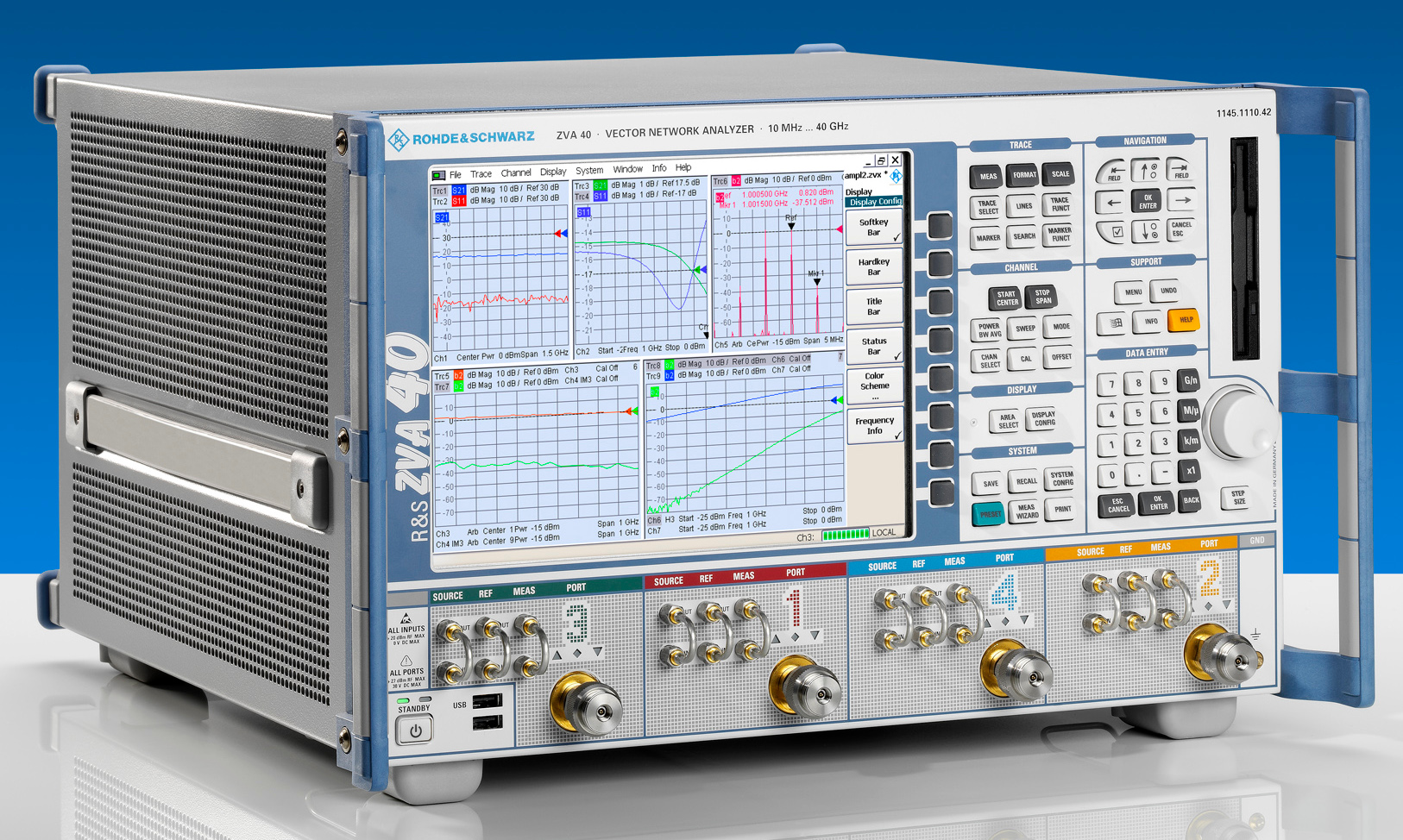
ZVA40 nätverksanalysator

En nätverksanalysator är ett instrument som mäter nätverksparametrar i elektriska nätverk. Nuförtiden används nätverksanalysatorer oftast för att mäta s-parametrar eftersom reflektion och överföring i elektriska nätverk är enkla att mäta vid höga frekvenser, men det finns andra nätverksparametrar såsom y-parametrar, z-parametrar, och h-parametrar som enkelt kan beräknas ur s-parametrarna. Nätverksanalysatorer används ofta till att karakterisera två-portsnätverk såsom förstärkare och filter, men de kan användas på nätverk med valfritt antal portar.